# 한낮의 유성
《한낮의 유성》(일본어: ひるなかの流星)은 2017년에 개봉한 일본의 영화이다.

## 줄거리
부모님의 해외 전근으로 홀로 도쿄에 올라온 청정 소녀 ‘스즈메’아직 연애를 한 번도 해보지 못한 그녀의 앞에 운명적으로 두 남자가 나타난다. 자상한 담임 선생님 ‘시시오’와 학교 최고의 인기남 ‘마무라’ 일생에 단 한 번뿐인 첫사랑을 이뤄줄 사람은 과연 누가 될까?

## 캐스팅
- 나가노 메이 : 요사노 스즈메 역
- 미우라 쇼헤이 : 시시오 선생 역
- 시라하마 아란 : 마무라 다히키 역
- 야마모토 마이카 : 네코타 유유카 역
- 오노데라 아키라
- 무로이 히비키
- 코야마 리나